# Topic (taalkunde)
Topic is in de taalkunde de gangbaarste benaming voor iets waar het in de rest van de zin of context om draait. Het 'iets' is daarbij met name een zinsdeel zoals een nominale constituent. Indien het topic expliciet vermeld wordt, is het vaak gelijk aan het onderwerp, behalve in gevallen van topicalisatie. Samen met de focus (of (topic-)comment) ligt het aan de basis van wat wel de informatiestructuur van de zin genoemd wordt.
In de functionalistische taalkunde en bij zaken als het bepalen van thematische relaties wordt voor expliciete topics de term thema gebruikt. 

## Voorbeelden
Wat er precies met topic wordt bedoeld kan duidelijk worden gemaakt aan de hand van de volgende voorbeelden:
- Ben jij de zoon van Piet?
- Nee, mijn buurman is de zoon van Piet.

In de tweede zin is mijn buurman het topic van de taaluiting, dat tegelijk nieuwe informatie verschaft. In veruit de meeste gevallen is het topic echter een anafoor, ofwel een herhaling van reeds eerder genoemde informatie:
- De vrouw (topic 1) zingt een lied. Ze (topic 2) voelt zich fijn.

In weer andere gevallen wordt het topic zelf helemaal niet vermeld in de taaluiting, maar blijkt het volledig uit de context, bijvoorbeeld in de uitroep Kijk uit! in een onveilige verkeerssituatie.
In sommige talen zoals het Japans wordt de functie van topic gemarkeerd door middel van een apart suffix:
- "Onna-wa uta o utatte imasu."  ("De vrouw zingt een lied").